# Venus El-Kassem
Venus El-Kassem (* 4. Januar 1995 in Berlin) ist eine deutsche Fußballspielerin.

## Karriere

### Verein
Die Tochter eines deutschen Vaters und einer irakischen Mutter wuchs in Berlin-Kreuzberg auf und kam durch ihre drei älteren Brüder zum Fußballspielen. Ihre Mutter überredete sie dann in einen Verein einzutreten und der Sache eine Chance zu geben. So trat sie bei Tennis Borussia Berlin ein und begann bei den Juniorinnen zu spielen.
Im Sommer 2009 wechselte sie dann zum 1. FC Union Berlin, wo sie in der U-15 und später in der U-17 des Vereins spielte. Im Sommer 2010 wechselte sie an die Sportschule „Friedrich Ludwig Jahn“ und zum 1. FFC Turbine in Potsdam, wo sie zunächst für die B-Juniorinnen spielte und mit ihnen 2010/11 deutsche Meisterin wurde. Mit der Auswahl Brandenburgs war sie zudem 2010 beim U-17-Länderpokal siegreich. Von 2011 bis 2013 gehörte sie dem Kader von Potsdams zweiter Mannschaft an, für die sie insgesamt zwölf Partien bestritt und 2011/12 die Meisterschaft in der 2. Bundesliga Nord gewann. Zur Saison 2013/14 unterschrieb El-Kassem einen Zweijahresvertrag beim Bundesligisten Bayer 04 Leverkusen. Dort gab sie am 15. September 2013 beim 0:0 gegen den BV Cloppenburg ihr Bundesligadebüt, als sie in der 81. Minute für Isabelle Linden in die Partie kam.
Nach Ablauf ihres Vertrages in Leverkusen wechselte sie im Sommer 2015 zum Bundesligaaufsteiger Werder Bremen, den sie jedoch zur Winterpause aus privaten Gründen wieder verließ.

### Nationalmannschaft
Die Stürmerin debütierte im Mai 2011 gegen Italien für die deutsche U-16-Nationalmannschaft und erzielte im selben Jahr beim 4:0-Erfolg gegen Finnland im Rahmen des Nordic Cups ihren ersten Treffer im Nationaltrikot. Bereits im Dezember 2010 war sie erstmals für die U-17-Nationalmannschaft aktiv und gehörte 2012 gehörte sie zum 18-köpfigen deutschen Kader, der in Nyon die U-17-Europameisterschaft gewann. Auch bei der im selben Jahr ausgetragenen U-17-Weltmeisterschaft in Aserbaidschan stand sie im deutschen Aufgebot und kam in den ersten beiden Vorrundenspielen zum Einsatz. Am 5. April 2014 gab El-Kassem im Rahmen der EM-Qualifikation ihr Debüt für die deutsche U-19-Nationalmannschaft.

## Erfolge
- U-17-Europameisterin 2012
- Meisterin 2. Bundesliga Nord 2011/12
- Deutsche B-Junioren-Meisterin 2010/11
- U-17-Länderpokalsiegerin 2010